# Brand-new World/ピアチェーレ
「Brand-new World／ピアチェーレ」（ブランニュー・ワールド ピアチェーレ）は、西沢幸奏の2枚目のシングル。2015年11月11日にFlyingDogから発売された。

## 音楽性
「Brand-new World」は、テレビアニメ『学戦都市アスタリスク』のオープニングテーマに起用された。西沢によれば疾走感のある「デジタルサウンド感満載の楽曲」に仕上がっており、主人公である天霧綾斗とユリス＝アレクシア・フォン・リースフェルトのバトルをイメージしているという。そのため歌詞中にもユリスの決め台詞や綾斗が封印を解放する様子が散りばめられている。
「ピアチェーレ」は、アニメ『ARIA The AVVENIRE』の主題歌に起用された。ネオ・ヴェネツイアの世界観を思わせるワルツ調の曲で、レコーディングに際しては原作やアニメのファンに応えるべく、TVシリーズを一通り視聴した上でヒロインの灯里の想いと自身のそれを重ね合わせて行ったという。

## シングルリリース
2015年11月11日にFlyingDogから発売された。西沢のシングルとしては前作「吹雪」から9か月ぶりのリリースとなる。
3曲目「Cross」は、PlayStation Vita用ソフト『BAD APPLE WARS』のエンディングテーマに起用された。曲調はロックバラードで、クールなお姉さんキャラをイメージしながら歌ったという。

## シングル収録内容
| #         | タイトル                                 | 作詞      | 作曲        | 編曲        | 時間  |
| --------- | ---------------------------------------- | --------- | ----------- | ----------- | ----- |
| 1.        | 「Brand-new World」                      | 西沢幸奏  | WEST GROUND | WEST GROUND | 4:09  |
| 2.        | 「ピアチェーレ」                         | 松井俊介  | 伊賀拓郎    | 伊賀拓郎    | 5:00  |
| 3.        | 「Cross」                                | ezora     | WEST GROUND | WEST GROUND | 3:49  |
| 4.        | 「Brand-new World（Instrumental ver.）」 |           |             |             | 4:09  |
| 5.        | 「ピアチェーレ（Instrumental ver.）」    |           |             |             | 5:00  |
| 6.        | 「Cross（Instrumental ver.）」           |           |             |             | 3:45  |
| 合計時間: | 合計時間:                                | 合計時間: | 合計時間:   | 合計時間:   | 25:54 |

## チャート
| チャート（2015年）                | 最高位 |
| --------------------------------- | ------ |
| オリコン                          | 24     |
| Billboard Japan Hot 100           | 36     |
| Billboard Japan Hot Animation     | 13     |
| Billboard Japan Hot Singles Sales | 21     |